# ペドロ・デ・レンカストレ (第5代アヴェイロ公爵)
ペドロ・デ・レンカストレ（Pedro de Lencastre, 5º Duque de Aveiro, 1608年 アゼイタン - 1673年4月23日 リスボン）は、ポルトガルの貴族、聖職者。
第3代アヴェイロ公爵と、その従弟の第2代アヴェイロ公爵の一人娘で、第3代アヴェイロ公と共同で公爵位に就いたジュリアーナ・デ・レンカストレの間の子。コインブラ大学で学んだあと僧籍に入り、高位貴族の子弟として順調に出世、グアルダ司教（1643年 - 1648年）、エヴォラ大司教（1648年 - 1654年）、ブラガ大司教（1654年 - 1670年）の顕職を歴任した。
甥の第4代アヴェイロ公爵ハイムンドがスペイン・ハプスブルク朝を支持してスペインに亡命すると、ブラガンサ王朝の開祖ジョアン4世王は1663年ハイムンドを反逆者と宣告してアヴェイロ公爵領を没収した。しかしペドロはブラガンサ朝支持者だったため、一族の資産と栄典の回復を要求し、1666年ペドロ自身にアヴェイロ公爵位及びトレシュ・ノヴァシュ侯爵位が認められた。
1668年、ポルトガル王政復古戦争が終結してスペイン・ポルトガル間に平和が訪れると、スペインに住む第4代公爵ハイムンドの妹で相続人のアルコス公爵夫人が、叔父が帯びているアヴェイロ公爵位や所領は本来自分に帰属しているとして請求活動を開始した。1673年ペドロが死ぬと、アルコス公爵夫人はポルトガルへの帰国を条件に爵位・資産の相続を認められた。